# SMLT
Split Multi-Link Trunking (SMLT) je technologie spojování datových linek počítačových
sítí vyvinutá firmou Avaya (Nortel) v roce 2001 jako rozšíření standardu Multi-Link Trunking (MLT),
který je definován dokumentem IEEE 802.3ad.

## Patent
Na technologii SMLT byl udělen patent: United States Patent 7173934

## Vlastnosti SMLT

### Stručný úvod do MLT
Technologie Multi-Link Trunking (MLT), známá též jako Etherchannel slouží ke vzájemnému propojení
dvou síťových zařízení (switchů) počítačové sítě LAN pomocí více fyzických linek, aniž by v síti
vznikly nežádoucí smyčky. K propojení obou zařízení lze použít maximálně 8 fyzických linek. Celý proces je
definován dokumentem IEEE 802.3ad. Omezením MLT je fakt, že všechny linky musí být zakončeny na portech
jednoho switche, v některých případech na portech jednoho modulu v šasi.

### Popis funkce SMLT
Změna oproti standardnímu MLT spočívá v tom, že jednotlivé fyzické linky mohou být agregovány ze dvou různých fyzických
boxů - switchů. Odtud tedy plyne označení Split MLT. Tím se podstatně zvyšuje redundance a dostupnost
připojených LAN switchů. Multi-Link Trunking (MLT) má logicky dva konce, k
nimž jsou připojená zařízení, která umí pracovat podle standardu IEEE 802.3ad. Pokud použijeme zařízení,
které pracuje v režimu SMLT, není podstatné, zda protistrana umí pracovat také v režimu SMLT nebo
"pouze" v režimu MLT dle IEEE 802.3ad. Technologie SMLT není symetrická a každá dvojice SMLT switchů se
konfiguruje samostatně, nezávisle na svém okolí - míněno z pohledu IEEE 802.3ad.

### Typy SMLT
- SMLT - Pro použití v SMLT lze nakonfigurovat dohromady 2 - 8 fyzických portů v libovolné kombinaci z obou switchů.
- D-SMLT - Distributed SMLT. Zkratka zdůrazňuje, že fyzické porty lze v jednotlivých zařízeních rozdělit do více různých modulů šasi (ERS8000) nebo do více různých switchů v rámci jednoho stohu.
- S-SMLT - Single Port SMLT. Z každého boxu nebo stohu je použitý v SMLT pouze jeden fyzický port, celkem tedy právě dva. Důvodem použití S-SMLT je možnost nakonfigurovat v zařízeních několikanásobně víc S-SMLT než SMLT.

### istMLT linka
Pro vzájemné propojení obou SMLT switchů je nutné nakonfigurovat istMLT (inter-switch trunk MLT). Toto propojení
je obvykle realizováno pomocí více fyzických (Gigabitových) linek, protože trvalé vzájemné propojení obou SMLT
boxů je naprosto kritické jak pro funkci vlastního SMLT, tak i pro připojené LAN segmenty. Nortel důrazně
doporučuje použít pro istMLT samostatnou VLAN (s privátními IP adresami), která nemá definovené žádné L3 funkce.
Pokud všechna zařízení fungují správně, procházi istMLT pouze režijní data, která jsou potřebná pro běh SMLT.
Jedná se zejména o stav jednotlivých SMLT a data pro distribuci datových toků (L2 forwarding). Tato VLAN přenáší i data
směrovacích protokolů, přestože sama L3 funkce nemá. V
případě poruchy (switche nebo datové linky) může dojít k tomu, že všechny datové toky budou procházet i skrze
istMLT. Je tedy nutné istMLT dostatečně dimenzovat i z pohledu poruchových scénářů.

### Topologie
Pro SMLT lze standardně použít topologii lineární, diagonální, trojúhelníkovou, čtvercovou i tzv. Fullmesh.

## Scénáře poruch

### Vadný port nebo přerušené linka

#### Vadná linka, varianta 1.
Pokud bude přerušené linka End_switch2 ↔ SMLT_box2 a/nebo End_switch3 ↔ SMLT_box2, bude zapojení stále plně funkční. Datový tok v istMLT bude stejný jako před touto poruchou (těmito poruchami).

#### Vadná linka, varianta 2.
Při přerušení jedné linky istMLT bude zapojení plně funkční. Objem dat tekoucích istMLT nebude ovlivněn.

#### Vadná linka, varianta 3.
Pokud bude přerušené spojení End_switch1 ↔ SMLT_box1, bude konektivita na End_switch1 ztracena.

#### Vadná linka, varianta 4.
Pokud bude přerušené spojení End_switch3 ↔ SMLT_box1, zůstane konektivita plně zachovaná. Datové toky End_switch1 ↔ End_switch3 budou nyní procházet istMLT. Analogická situace nastane při přerušení spojení End_switch2 ↔ SMLT_box1. Obě tato přerušení mohou nastat současně.

### Nefunkční (vypnutý) jeden SMLT switch

#### Vypnutý SMLT box2
V tomto případě zůstává zachovaná plná konektivita.

#### Vypnutý SMLT box1
Při této poruše stratíme konektivitu na End_switch1.

## Zařízení podporující SMLT
SMLT je podporováno následujícími zařízeními firmy Nortel. ERS 1600, ERS 5500, ERS 8300, ERS 8600.
SMLT je plně kompatibilní se zařízeními podporujícími standard MLT (IEEE 802.3ad static mode).